# Liste der Nummer-eins-Hits in Rumänien (2005)
Diese Liste enthält alle Nummer-eins-Hits in Rumänien im Jahr 2005. Es gab in diesem Jahr elf Nummer-eins-Singles.
| Singles |
| --- |
| - Voltaj – Și ce - 11 Wochen (25. Oktober 2004 – 9. Januar 2005) - Activ – Visez - 8 Wochen (10. Januar – 6. März) - Kylie Minogue – I Believe in You - 5 Wochen (7. März – 10. April) - Uniting Nations – Out of Touch - 3 Wochen (11. April – 1. Mai) - Voltaj – Povestea oricui - 7 Wochen (2. Mai – 19. Juni) - Morandi – Beijo Uh La La - 9 Wochen (20. Juni – 21. August) - DJ Project – Privirea ta - 1 Woche (22. August – 28. August) - Shakira feat. Alejandro Sanz – La Tortura - 6 Wochen (29. August – 16. Oktober) - Fly Project – Raisa - 1 Woche (10. Oktober – 16. Oktober, insgesamt 4 Wochen) - Pussycat Dolls – Don’t Cha - 1 Woche (17. Oktober – 23. Oktober, insgesamt 5 Wochen) - Fly Project – Raisa - 3 Wochen (24. Oktober – 13. November, insgesamt 4 Wochen) - Pussycat Dolls – Don't Cha - 4 Wochen (14. November – 4. Dezember, insgesamt 5 Wochen) - Madonna – Hung Up - 10 Wochen (5. Dezember 2005 – 26. Februar 2006) |